# مارتن كامبل (لاعب كرة الريشة)
مارتن كامبل (بالإنجليزية: Martin Campbell) هو لاعب كرة الريشة بريطاني، ولد في 26 يوليو 1990 في إدنبرة في المملكة المتحدة.

## وصلات خارجية
- مارتن كامبل على موقع BWF.tournamentsoftware.com (الإنجليزية)
- مارتن كامبل على موقع BWFbadminton.com (الإنجليزية)